# Altaj (Kazachstán)
Altaj (kazašsky: Алтай, do 3. ledna 2019 Zyrjanovsk) je město regionálního významu v Kazachstánu, okresní město altajského okres ve Východokazachstánské oblasti. V roce 2019 zde žilo 36 116 obyvatel.

## Geografie
Altaj leží východně od Usť-Kamenogorska v mezihorské kotlině Altaje při řece Berjozovce nedaleko jejího soutoku s Buchtarmou. Městem protékají Vtoruška a Masljanka, které dříve byly hlavními zásobárnami pitné vody pro město.

## Obyvatelstvo
Po rozpadu SSSR přišel prudký demografický pokles obyvatelstva ve městě. V roce 1973 žilo ve městě 55 tis. obyvatel (většinou Rusů), v roce 2019 to bylo již jen 36 116 obyvatel a počet stále klesá, hlavně kvůli emigraci Rusů do Ruska. Město je silně ovlivněno rusky - jak vzhledem, stavbami tak způsobem života svých obyvatel. 80 % obyvatel tvoří Rusové, Kazaši jen 13 % a 2,17 % jsou Tataři. Z dalších národností jsou zde Němci, Ukrajinci a Bělorusové.

## Historie

### Osada Zyrjanovskoje
V roce 1791 ruský hornický mistr Gerasim Grigorjevič Zyrjanov objevil na místě dnešního města Altaje rudy bohaté na zlato a stříbro. Prováděl geologický průzkum okolí a otevřel první doly, kde začala těžit jeho skupina 23 ruských horníků. Horníci si vybudovali poblíž dolů první chatrče a tím byl položen základ Zyrjanovské osady, pojmenované po svém zakladateli. Příchod podzimních dešťů a studeného počasí měl za následek onemocnění většiny prvních obyvatel včetně Zyrjanova, který v září 1791 zemřel.
V dalších letech sem přicházeli noví horníci a jejich rodiny. Do deseti let zde byla vytěžena tuna stříbra.
V roce 1833 byla otevřena v osadě první hornická nemocnice. V roce 1834 vznikla místní pošta a telegrafní úřad. V roce 1852 byl v osadě postaven první kamenný kostel.

### Pracovní osada Zyrjanovsky
21. března 1937 byla osada povýšena na sídlo městského typu, v tu dobu zde žilo téměř 16 tis. obyvatel, většinou Rusů. Ve stejném roce vznikla nová dvoupatrová nemocnice s terapeutickým, chirurgickým, porodním a infekčním oddělením.
V roce 1940 byla postavena nová základní škola.

### Město Zyrjanovsk
17. ledna 1941 byla obec rozhodnutím Nejvyššího sovětu Kazašské SSR povýšena na město.
V letech 1941-1944 ve městě fungovalo evakuované Státní divadlo hudebního dramatu z Poltavy.
V poválečném období až do 80. let 20. století se město rychle rozvíjelo díky rozvoji těžby polymetalických rud. Byly budovány nové bytové domy, nová sídliště. Ve městě vznikaly střední školy a jedna vysoká škola.
Po rozpadu SSSR přišel krach většiny místních dolů a hutních závodů, nezaměstnanost a ekonomická recese vedla k emigraci cca 20 tisíc obyvatel.

### Altaj
Dekretem prezidenta Kazachstánu ze dne 3. ledna 2019 bylo město Zyrjanovsk přejmenováno na město Altaj.

## Průmysl
Těžba byla vždy základem ekonomiky města. První doly byly otevřeny v roce 1791 se založením hornické osady. V roce 1892 byla v osadě na řece Berjozovce založena první průmyslová vodní elektrárna v Ruském impériu.
V současnosti se ve městě těží stříbro, zlato, olovo, zinek a měď.